# 184 a.C.

## Eventos
- Públio Cláudio Pulcro e Lúcio Pórcio Licino, cônsules romanos.
- Continua guerra dos romanos na Ligúria, parte da Gália Cisalpina.
- Fundação, na Índia, da dinastia Sunga (até 72 a.C.).